# Americana (salon)
Pour les articles homonymes, voir Americana.
Americana est un salon international dans le domaine de la technologie environnementale.
C'est le plus grand salon environnemental multisectoriel d’Amérique du Nord. Il s’agit d’un lieu d’échanges techniques, scientifiques et commerciaux liés aux grands enjeux du domaine environnemental.
Évènement biennal, la prochaine édition aura lieu les 21, 22 et 23 mars 2017 au Palais des congrès de Montréal (Canada).

## Personnalités
Les personnalités suivantes ont participé à Americana au fil des ans :
- 1995 : Sheila Copps, vice-ministre et ministre de l’Environnement du Canada
- 1997 : Pierre Bourque, maire de Montréal - Martin Cauchon, secrétaire d’État du Québec
- 1999 :
  - Paul Bégin, ministre de l’Environnement du Québec - Christine Stewart, ministre de l’Environnement du Canada - Guy Julien, ministre de l’Industrie et du Commerce
  - Xionara Gomez, ministre de l’Environnement du Honduras
- 2001 :
  - David Anderson, ministre de l’Environnement du Canada
  - André Boisclair, ministre de l’Environnement du Québec
  - Gilbert Normand, secrétaire d’État à la Science, à la Recherche et au Développement du Canada
  - Lucie Papineau, secrétaire d’État aux Régions-ressources du Québec
- 2003 : André Caillé, président-directeur-général d’Hydro-Québec
- 2005 : Stéphane Dione[2], ministre de l’Environnement du Canada - John Efford (en), ministre des Ressources naturelles du Canada
- 2007 :
  - Stephen Harper, premier ministre du Canada
  - Gérald Tremblay, maire de Montréal
  - John Baird, ministre de l’Environnement du Canada
  - Claude Béchard, ministre du Développement durable, de l’Environnement et des Parcs du Québec
- 2009[3] :
  - Jim Prentice, ministre de l’Environnement du Canada
  - Raymond Bachand, ministre du Développement économique, de l’Innovation et de l’Exportation du Québec
  - Dre Roberta Bondar, première femme canadienne astronaute dans l’espace
- 2011 : Pierre Arcand, ministre du Développement durable, de l’Environnement et des Parcs du Québec
- 2013 :
  - Peter Kent, ministre de l’Environnement du Canada
  - Kris Peeters, ministre-président du gouvernement Flamand (Belgique)
  - Yves-François Blanchet, ministre du Développement durable, de l’Environnement, de la Faune et des Parcs du Québec
- 2015:
  - David Heurtel, ministre du Développement durable, de l'Environnement et de la lutte contre les changements climatiques du Québec
  - Glen Murray, ministre de l'Environnement et de l'Action en matière de changement climatique de l'Ontario
  - Stéphane Dion, ministre des Affaires étrangères du Canada
  - Nina Maria Fite, consule générale des États-Unis à Montréal
  - Nicolas Chapuis, ambassadeur de France au Canada
  - Christine St-Pierre, ministre des Relations internationales et de la Francophonie au Québec  Americana 2017

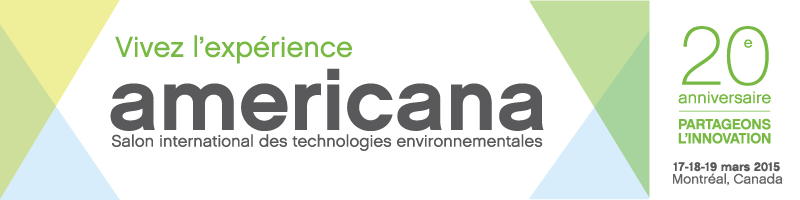
Americana 2017

## Localisation
Americana a lieu au Palais des congrès de Montréal.